# 仲丁醇
仲丁醇（IUPAC名：2-丁醇）為二級醇，其分子式為CH3CH(OH)CH2CH3。仲丁醇是易燃的無色液體，在水中有中等的溶解度，也可以和常見的極性有機溶劑完全互溶，例如醚類和其他醇類。工業製程上主要作為丁酮的前驅物。仲丁醇為一手性分子，結構中有一個立體中心，而一般都是以等量對掌異構物之外消旋混合體的形式存在。

(R)-(−)-仲丁醇
(S)-(+)-仲丁醇

## 工業製程及應用
仲丁醇工業上是透過1-丁烯或2-丁烯的水合來製備。:
在此製程中使用硫酸為催化劑。
雖然有時候仲丁醇被當作溶劑來使用，但主要是拿來製造丁酮（重要的工業溶劑，也常被使用於清潔劑或脫漆劑）。仲丁醇衍生的易揮發醚類常常有著芳香的氣味，有時候會作為香水的添加物或人工香料。

## 溶解度
長久以來，仲丁醇對水的溶解度一直被錯誤地引用，包括許多著名的參考書籍。這一切都源自於Beilstein's Handbuch der Organischen Chemie引用了不正確的資料（12.5 g/100 mL水）。正確的溶解度為35.0 g/100 mL（20°C）, 29 g/100 mL（25°C），22 g/100 mL（30°C）。這個資料首次被Alexejew記載，爾後也有其它科學家包括Dolgolenko和Dryer也發表了類似的數據。